# Банковские деньги
Банковские, или безналичные деньги — разновидность денег, соответствующая средствам на счетах в кредитных организациях (вклады до востребования, срочные вклады и т. д.) и используемая  для безналичных расчётов. К банковским деньгам также относятся кредитные средства обращения и платежа (чеки, векселя и т. д.)

## История
Банковские деньги впервые появились в Голландии в XVII веке, когда территория этой страны состояла из многих провинций и независимых городов, в которых чеканили собственные деньги. Неизбежная при этом «порча монеты» (выпуск своего варианта стандартной монеты с меньшим содержанием драгоценного металла для стимулирования экономического роста) оставляла в проигрыше тех участников рынка, которым требовалось обналичивание кредитных инструментов: тогдашние протобанкиры («кассиры»), естественно, предпочитали выплачивать сумму наиболее лёгким вариантом монеты. Для борьбы с этим явлением, после неудачной попытки запрета кассиров, Амстердам основал в 1609 году Амстердамский банк, который гарантировал полновесность выдаваемых монет. Банк выдавал вклады обратно за небольшую плату, приём депозитов (по весу серебра) и перевод денег со счёта на счёт были бесплатными. Банк использовал для внутрибанковских операций собственную единицу расчёта, банковский флорин. Вскоре около банка образовался рынок для обмена депозитов на «текущую» (неполновесную) монету по меняющемуся курсу, включавшем ажио. Этот рынок позволил избежать платы за выдачу депозитов, выдачи стали редкими, чему способствовало и то, что с 1683 года хранение серебра в банке с возможностью его получения обратно стало облагаться платой. К концу XVII века возврат депозитов прекратился, и банковские флорины стали по сути фидуциарными деньгами.

## Юридический аспект
С точки зрения гражданского права, безналичные денежные средства обычно рассматриваются как имущественные права, права требования клиентов, которым банк открыл счета (депозиты), к банку. Но некоторые правоведы считают, что безналичные денежные средства должны приравниваться к вещам. 
Безналичные денежные средства, в отличие от наличных денег, эмитируют не только центральные банки, но и коммерческие (с помощью механизма банковского мультипликатора).